# Clemens Pickel

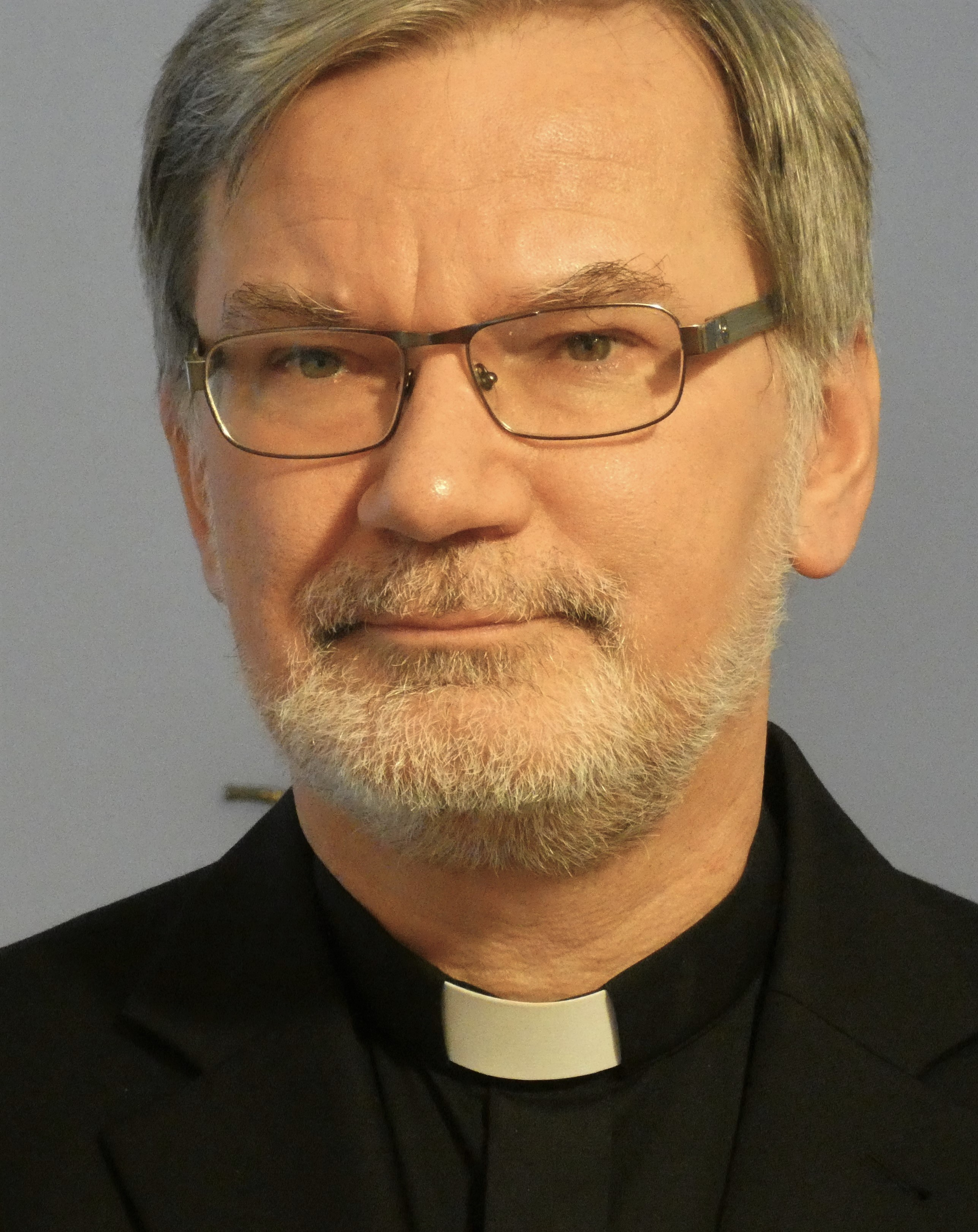
Clemens Pickel

Wappen von Clemens Pickel

Clemens Pickel (* 17. August 1961 in Colditz, DDR) ist ein deutscher Geistlicher und römisch-katholischer Bischof von St. Clemens in Saratow sowie Vorsitzender der Russischen Bischofskonferenz.

## Leben
Clemens Pickel besuchte das Norbertinum in Magdeburg, wo er 1981 das Abitur ablegte. Nach dem Studium der Katholischen Theologie und Philosophie am Philosophisch-Theologischen Studium in Erfurt wurde Clemens Pickel am 19. Dezember 1987 von Weihbischof Georg Weinhold in Artern zum Diakon geweiht. Ein halbes Jahr später, am 25. Juni 1988, empfing er durch Joachim Reinelt in der Katholischen Hofkirche das Sakrament der Priesterweihe und wurde in den Klerus des Bistums Dresden-Meißen inkardiniert. Seine Primiz feierte er in der St.-Bonifatius-Kirche in Artern. Er war zunächst Kaplan in Kamenz, ab 1990 wurde er für die Seelsorge in der damaligen Sowjetunion freigestellt und war ein Jahr lang in Duschanbe in Tadschikistan. 1991 wurde er Pfarrer von Marx an der Wolga.
Am 23. März 1998 ernannte ihn Papst Johannes Paul II. zum Titularbischof von Chusira und bestellte ihn zum Weihbischof für die Apostolische Administratur für das Europäische Russland. Die Bischofsweihe spendete ihm der Apostolische Nuntius in der Russischen Föderation, Erzbischof John Bukovsky, am 7. Juni desselben Jahres. Sein bischöflicher Wahlspruch ist Veni Domine Iesu („Komm, Herr Jesus“, Offenbarung 22,20b ). Am 23. November 1999, dem Fest des hl. Clemens, wurde Pickel zum Apostolischen Administrator für das Europäische Südrussland bestellt und am 11. Februar 2002 mit der Erhebung der Administratur zum Bistum zum Bischof von St. Clemens in Saratow ernannt.
Clemens Pickel war Mitglied im Päpstlichen Rat Cor Unum. 2011 wurde er Vize-Vorsitzender der Russischen Bischofskonferenz, zu deren Vorsitzendem er im März 2017 in Nachfolge von Paolo Pezzi gewählt wurde. Des Weiteren übt er das Amt des Präsidenten der Diözesancaritas Südrussland aus.
2009 bis 2013 gestaltete Clemens Pickel jährlich eine Woche lang die 5-minütige Morgenandacht des Deutschlandfunks.
Bischof Clemens Pickel postet seit 2009 fast täglich auf seinem Blog Katholisch in Südrussland aus seinem Leben als Bischof von St. Clemens in Saratow.

## Werke
- Ein Deutscher – Bischof in Russland., St. Benno-Verlag, Leipzig 2009, ISBN 978-3-7462-2664-4.
- Mit Herz & Seele. St. Benno-Verlag, Leipzig 2014, ISBN 978-3-7462-4026-8.